# Magadha gyirongensis
Magadha gyirongensis är en insektsart som beskrevs av Wang 1988. Magadha gyirongensis ingår i släktet Magadha och familjen vedstritar. Inga underarter finns listade i Catalogue of Life.